# Визначення термінів палестинець і палестинка

## За місцем народження
Термін "Палестинець" може означати особу, яка народилася в географічній зоні, відомій до 1948 року як Палестина, або колишній громадянин Підмандатної Палестини. До відновлення Ізраїлю слово "палестинець" не використовувалось для дискримінації за етнічною ознакою, а стосувалося всього, що пов'язано з регіоном, який у визначенні Мандата для Палестини включав територію, яка сьогодні є Йорданією . До створення держави Йорданія (яку тоді називали Трансіорданія після річки Йордан ) у 1922 році, згідно з Угодою Фейсала-Вейцмана, територія на захід від річки Йордан була призначена для єврейської Палестини, а область на схід від Йордану Річка для Арабської Палестини.
Місцева газета, заснована в 1932 році Гершоном Агроном, називалася The Palestine Post (в пер."палестинська пошта"). У 1950 році його назву було змінено на The Jerusalem Post  (в пер."єрусалимська пошта"). У 1923 році Пінхас Рутенберг заснував Palestine Electric Company, Ltd. (в 1961 році став Ізраїльською електричною корпорацією, ТОВ ). Існував єврейський симфонічний оркестр Палестини, а під час Другої світової війни британці зібрали єврейську бригаду для боротьби з державами Осі, яка була відома як Палестинський полк.
З часу створення Ізраїлю його громадяни називаються ізраїльтянами, тоді як термін "палестинці" зазвичай позначає палестинських арабів.

## За місцем походження
Термін "палестинець" іноді вживався для позначення особи, предки якої походять з території, що відповідає Підмандатній Палестині (що зараз є Ізраїлем, Західним берегом та смугою Гази ). Це визначення включає жителів Західного берега (включаючи Дом і самарян ), жителів сектору Гази, арабських громадян Ізраїлю (включаючи друзив та бедуїнів ), ізраїльських євреїв, предки яких проживали там до початку сіоністської імміграції ( Старий Ішув ), етнічні євреї в Європі, Північній Африці та на Близькому Сході, коріння яких переважно палестинські ( ашкеназіми, сефарди, мізрахіми, італкіми та романіоти ) та громади палестинських біженців у всьому світі. БАПОР визначає палестинських біженців як тих, чиє звичайне місце проживання в період з червня 1946 р. По травень 1948 р. Знаходилось у країні, яка зараз є Ізраїлем, але вони виїхали  під час війни 1948 р..БАПОР надає допомогу палестинським біженцям а також нащадкам цих палестинців. БАПОР визначає поняття "палестинські біженці", щоб включати нащадків "біженців". 
Єврейська віртуальна бібліотека використовує подібне, але дещо вужче визначення: "Хоча хтось із корінням країни, яка зараз є Ізраїлем, Західним берегом та Газою, технічно палестинець, як термін, зараз частіше використовується для позначення арабів-неєвреїв. . . Більша частина світового палестинського населення зосереджена в Ізраїлі, на Західному березі, в секторі Гази та Йорданії, хоча багато палестинців мешкає в Лівані, Сирії та інших арабських країнах " 

## За етнічним походженням

### Посилаючись на арабську субкультуру південного Леванту
Слово «палестинець» іноді використовується етнографами та лінгвістами для позначення конкретної арабської субкультури південного Леванту ; у цьому сенсі сюди входять не лише араби британського мандату Палестина, але й жителі Йорданії, які походять з Палестини та Друзив, виключаючи як бедуїнів (які в культурному та мовному відношенні об'єднують Аравійський півострів ), так і етнічні меншини, такі як Доми і Самаряни. Однак Самарян Західного берега зазвичай називають палестиньцями. 

### Посилаючись на євреїв у етнічному, а не релігійному сенсі
Термін "палестинець" використовувався для позначення євреїв у Європі, які розглядалися як іноземці, зазвичай як посилання на їх походження від предків у Леванті. Наприклад, Іммануїл Кант називав європейських євреїв "палестинцями, що живуть серед нас".

## Загальне вживання
Термін "палестинці", як правило, використовується як коротка форма для палестинського народу, що визначається еквівалентом палестинським арабам, тобто арабомовний народ, що походить від людей, які жили в Палестині протягом століть. Це використання може передбачати, що інші жителі Палестини (історичні чи інші), особливо палестинські євреї, не є палестинцями. 

## Дивитися також
- Визначення Палестини